# Sulfanilo
Sulfanilo (HS•) também conhecido como radical mercapto, radical hidrossulfeto, ou hidridoenxofre, é uma molécula radical simples consistindo de um átomo de hidrogênio e um átomo de enxofre. O radical aparece no metabolismo em organismos como H2S sem propriedades tóxicas. Sulfanil é um dos três principais gases contendo enxofre em gigantes gasosos tis como Júpiter e é muito provável que seja encontrado em anãs marrons e estrelas frias. Foi originalmente descoberto por Margaret N. Lewis e John U. White na Universidade da California em 1939. Eles observaram bandas de absorção molecular em torno de 325 nm pertencentes ao sistema designado por 2Σ+ ← 2Πi. Geraram o radical por meio de uma descarga de frequência de rádio em sulfeto de hidrogênio. HS• é formado durante a degradação do sulfeto de hidrogênio na atmosfera da Terra. Isto pode ser uma ação deliberada para destruir odores ou um fenômeno natural.

## Ocorrência natural
Linhas de absorção de sulfanilo no espaço foram primeiramente detectadas no infravermelho por Yamamura (2000) em uma estrela R And. No Sol •SH foi detectado em diversos comprimentos de onda ultravioleta: 326.0459 | 327.5468 | 328.9749 | 330.0892 e 330.1112 nm.
Sulfanil tem sido detectado no gás interestelar.
Está possivelmente presente nos cometas.
Vários estudos teóricos tem examinado HS• em atmosferas. Na atmosfera da Terra
HS• reage com dióxido de nitrogênio (NO2) resultando em dois produtos, S-Nitrosotiol (HSNO2)e Óxido oxo(sulfonil)azida (HSONO).  HSONO decompões-se em HSO e monóxido de nitrogênio.
Também HS• reage com O2 e N2O. HS• pode também reagir com Cl2 produzindo HSCl e um átomo de Cl•. HS• decompõe ozônio produzindo HSO• e oxigênio. HS• é formado na atmosfera da Terra pela reação de HO•, o radical hidroxila, sobre dissulfeto de carbono, oxissulfeto de carbono e sulfeto de hidrogênio e os produtos secundários de dióxido de carbono e água. A fotodissociação de sulfeto de hidrogênio também produz o radical no ar.
Na atmosfera que contenha H2S, HS• irá ser formado se a temperatura e a pressão forem suficientemente altas.
A razão de H2S e HS• é dada por:
log(XH2S/XHS) = -3.37 + 8785/T + 0.5 log PT + 0.5 log XH2
Para uma atmosfera dominada por hidrogênio em um gigante gasoso ou estrela: H2S tem o mesmo nível como HS• a log PT = 6.82 - 17570/T.
Em temperaturas mi altas HS• quebra-se em vapor de enxofre e H2. A linha de concentrações iguais de S e HS sehue a linha log PT = 4.80 - 14522/T. As linhas de concentração igual cruzam-se em 1509 K e 1.51 Pa, com HS• sendo deixado fora da mistura a temperaturas e pressões mais baixas. Espera-se que •SH seja o segundo ou terceiro gás contendo enxofre mais comum em gigantes gasosos ou anãs marronss.

## Formação
A decomposição térmica de mercaptanos, tais como etil mercaptano produz HS•.
A radical pode ser formado pela ação de radiação ultravioleta sobre sulfeto de hidrogênio, o qual libera um átomo de hidrogênio. Um comprimento de onda de 190 nm propicia a máxima absorção.
Em humanos, superóxido dismutase [Cu-Zn] se converte a íon hidrogenosulfeto (HS−) a HS•. Isto acontece na medida que o íon Cu2+ na enzima é convertido a Cu+.
Sulfeto deidrogenase, encontrada em bactérias sulfurosas catalisa a oxidação de HS− a HS•,pela remoção de um único elétron.
Quando minerais de enxofre são lixiviados com íons férrico HS• é formado desta maneira:
MS + Fe3+ + 2H+ → M2+ + Fe2+ + H2S•+
com o radical H2S•+ então passando um próton à água para produzir o radical HS•. M é um metal tal como zinco ou cobre. Esta reação tem potencial para biolixiviação em extração de minério metálico.
O Hidrogenossulfeto HS- pode ser oxidado a HS• com sulfato de cério (IV).

## Reações
Sendo um radical, HS• é muito reativo. Em água HS pode reagir com O2 produzindo SO2- e H+. SO2- reage posteriormente com O2 produzindo SO2 e superóxido O2-. Em água HS• tem um equilíbrio com S- e H+. O radical hidroxila •OH combina-se com H2S formando HS• e água. Outras reações investigadas por Tiee (1981) são HS• + etileno, HS• + O2 → HO• + SO, e reações com ele mesmo HS• + HS• → H2S2 ou H2 e S. O dissulfeto pode posteriormente reagir com HS• resultando o radical dissulfeto HS–S• e H2S.

## Propriedades
A energia de ionização do HS é 10.4219 eV. O potencial de redução a  HS- é 0.92 eV. HS• em água pode ionizar-se a S•- e H+. O S•- pode catlisar uma conversão cis-trans em lipídeos.
A distância interatômica entre o enxofre e o hidrogênio no radical é 0.134 nm.
HS• reage com ácidos carboxílicos pra produzir sulfeto de carbonila (COS) e provavelmente é a principal fonte desta substância na atmosfera da Terra.

## Moléculas relacionadas
HS—S• é chamado dissufanilo com cadeias crescentes de comprimento como trissulfanilo, tetrassulfanilo e pentassulfanilo HSSSSS•. S-* é chamado sulfanidilo.
HS+ é conhecido como sulfanílio, e o comum íon sulfídrico HS- é também conhecido como sulfaneto por um ligante ou sulfaneto como seu ânion. Descendo pela tabela periódica, HSe• é conhecido como selanilo, e HTe• é chamado telanilo.